# Xã Morlan, Quận Graham, Kansas
Xã Morlan (tiếng Anh: Morlan Township) là một xã thuộc quận Graham, tiểu bang Kansas, Hoa Kỳ. Năm 2010, dân số của xã này là 64 người.